# جورج لينكولن بور
جورج لينكولن بور (بالإنجليزية: George Lincoln Burr)‏ هو مؤرخ وأمين مكتبة أمريكي، ولد في 30 يناير 1857، وتوفي في 1938.